# Петбе
Петбе — бог мести (отмщения) в древнеегипетской мифологии. Известен из сведений греко-римского времени. Богу Петбе поклонялись в районе Ахмин, в центральной части Египта. Его имя переводится как «Небо-Ба», то есть «Душа неба» или «Настроение неба». Однако, вполне возможно, что бог Петбе имеет халдейское происхождение. Возможно, имя Петбе образовано из двух слов — Пет и Баал, что вместе означает «господин неба». Баалу поклонялись рабочие иммигранты, прибывшие в Египет из Леванта. Ранние христиане сравнивали Петбе с греческим богом Кроносом.